# عبدالهادی واحدی
عبدالهادی واحدی (زاده: ۱۳۴۶ ولسوالی دولت شاه، ولایت لغمان) سیاست‌مدار افغانستانی و نماینده مردم لغمان در دوره پانزدهم مجلس نمایندگان افغانستان است.

## زندگی‌نامه
عبدالهادی واحدی متولد ۱۳۴۶ از ولسوالی دولت شاه ولایت لغمان افغانستان است. وی دارای مدرک تحصیلی بکلوریا/دیپلم است.

## دیگر فعالیت‌ها
- فرمانده یکی از قطعات محافظ در لغمان.[۱]
- فرمانده نظامی در ولایت بغلان[۱]
- والی ولایت لغمان.[۱]